# Marko Krstanovic
Marko Krstanovic (16 novembre 1997) è un ex cestista tedesco.
Nel 2022 è diventato salesiano di don Bosco.